# Parabostrychus elongatus
Parabostrychus elongatus är en skalbaggsart som först beskrevs av Pierre Lesne 1895.  Parabostrychus elongatus ingår i släktet Parabostrychus och familjen kapuschongbaggar. Inga underarter finns listade i Catalogue of Life.